# Cryptocephalus andrewsi
Cryptocephalus andrewsi är en skalbaggsart som beskrevs av E. Riley och Gilbert 2000. Cryptocephalus andrewsi ingår i släktet Cryptocephalus och familjen bladbaggar. Inga underarter finns listade i Catalogue of Life.